# Tràfic d'armes

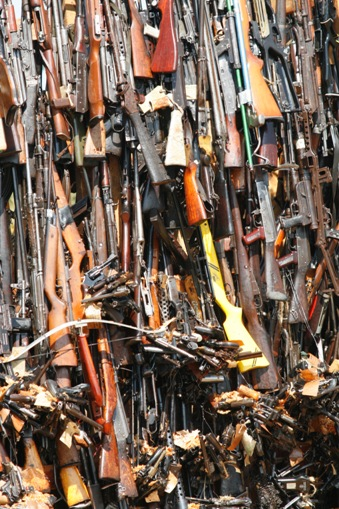
Una torre d'armes de contraban confiscades a punt de ser cremada a Nairobi, Kenya

El tràfic d'armes és el tràfic de contraban d'armes i municions. El que constitueix comerç legal d'armes de foc varia molt, depenent de les lleis locals i nacionals.
L'Informe de 1999 del Grup d'experts governamentals de les Nacions Unides sobre Armes Curtes proporciona una definició més refinada i precisa, que s'ha convertit en acceptada internacionalment. Això distingeix entre armes curtes (revòlvers i pistoles, rifles i carabines, metralletes, rifles d'assalt i metralladores lleugeres), que són armes dissenyades per a ús personal i armes lleugeres (metralladores pesants, subfusells i Llançagranades automàtics, canons antiaèries portàtils, canons antitancs portàtils, canó sense retrocés, sistemes llançadors portàtils de míssils antiaeris, i morters de calibres menors de 100 mm, que estan dissenyats per a ser utilitzats per diverses persones que actuen com a unitat. Les municions i els explosius també formen part integrant de les armes petites i lleugeres utilitzades en conflicte.

## Impacte

### Àrees
Tot i que el tràfic d'armes està molt estès en regions d'agitació política, no es limita a aquestes àrees, i per exemple, al Sud d'Àsia, s'estima que 63 milions d'armes han estat traficades a l'Índia i Pakistan.
La supressió del comerç d'armes és una de les àrees d'interès creixent en el context de la llei internacional. Exemples d'arrossegament passat i actual inclouen:
- Afer Iran-Contra
- Contraban d'armes de Larne
- Importació d'armes de l'IRA Provisional

Als Estats Units, el terme "Iron Pipeline" s'utilitza de vegades per descriure l'Autopista Interstatal 95 i les seves carreteres connectades com a corredor per al tràfic d'armes a la ciutat de Nova York.

### Valor de mercat
El valor total del mercat mundial d'armes s'estima al voltant de 60.000 milions de dòlars l'any, amb uns 8.000 milions de dòlars atribuïts a pistoles, rifles, metralladores i bales. El comerç il·legal d'armes total és més difícil d'estimar, però el mercat il·lícit d'armes curtes s'ha estimat en un 10-20% del comerç mundial global d'armes.

### Notables destacats d'armes
- Monzer al-Kassar
- Pierre Beaumarchais
- Viktor Bout
- Samuel Cummings
- Arcadi Gaydamak
- Adnan Khashoggi
- Leonid Minin
- Sarkis Soghanalian
- Dale Stoffel
- John Nardi
- Basil Zaharoff
- Efraim Diveroli

## En la cultura popular

### Pel·lícules
- Lord of War '(2005), una pel·lícula cinema bèl·lic en el qual Nicolas Cage té un comerciant d'armes il·legal similar al comerciant d'armes post-soviètic Viktor Bout; la pel·lícula va ser aprovada per Amnistia Internacional per destacar el tràfic d'armes per part de la indústria armamentística internacional
- Making a Killing: Inside the International Arms Trade (2006), un documental de 15 minuts inclòs en el DVD de DVD de Lord's War de dos discs (2005).[6] Nombrosos altres documentals sobre el tràfic d'armes estan enllaçats a la pàgina YouTube de la pel·lícula.[7]
- Iron Man (2008), una pel·lícula de superherois basada en el personatge de Marvel Comics del mateix nom, centrant-se en Tony Stark (Robert Downey Jr) descobreix que la seva empresa ha traficat en armes dels seus propis dissenys a criminals de tot el món i busca aturar als seus executius i altres empleats corruptes convertint-se en el superheroi tecnològicament avançat Iron Man.
- War Dogs (2016), comèdia dramàtica biogràfica basada en la veritable història de dos joves, David Packouz i Efraim Diveroli, que van obtenir un contracte de 300 milions de dòlars del Pentàgon per armar els aliats dels Estats Units a l'Afganistan, que més tard van participar en tràfic d'armes.
- Shot Caller (2017), un thriller en el qual el criminal alliberat sota paraula Jacob "Money" Harlon, és obligat per la seva banda a orquestrar un important acord d'armes amb un aliat de la colla Sureno.

### Televisió
- Sons of Anarchy, uns sèrie de FX-TV sobre una fictícia banda de moters criminal la principal font d'ingressos de la qual és el tràfic d'armes a una varietat d'empreses criminals a nivell nacional i internacional.
- Crim al Paradís temporada 3, Episodi 5, actor Simon Shepherd com a Jacob Doran, Ministre de Comerç de Saint Marie, que més tard es troba amb el traficant d'armes Humphrey Goodman.
- Jormungand, una sèrie de televisió d'anime basada en els manga de Keitarō Takahashi, produïda per White Fox, que aborda el tema del tràfic d'armes a l'Orient Mitjà i tot el continent europeu.
- The Night Manager, una minisèrie de la BBC on un exsoldat britànic que actualment és gerent nocturn en hotels s'infiltra en el cercle intern d'un comerciant d'armes.

### En joc
- La plataforma multimèdia Grand Theft Auto V' de GTA Online, té un contingut descarregable que gira entorn de la fabricació i distribució d'armes il·legals a través d'operacions de contraban i missions.
- Mafia III, una de les subordinades de Lincoln Clay, el criminal haitià Lord Cassandra, comercia amb armes.